# Evarist Muñoz

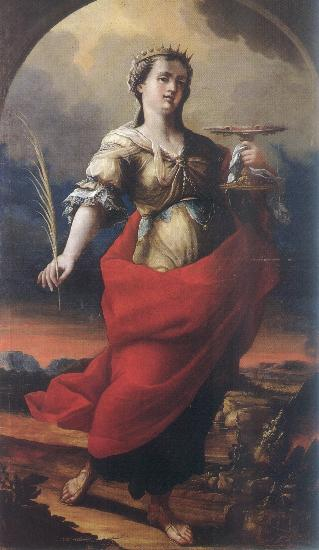
Santa Llúcia, oli sobre llenç, València, Ermita de Santa Llúcia.

Evarist Muñoz Estarlich (València, 1684-1737), fou un pintor barroc de novel·lada biografia, seguidor dels corrents decoratius introduïts a València per Antonio Palomino, encara que en fer-ho no es desprén completament de la coloració terrosa pròpia de la tradició valenciana.

## Biografia
Segons Ceán Bermúdez, que el suposa nascut en 1671, va estudiar amb Juan Conchillos i, encara que no va aconseguir la correcció en el dibuix, va aconseguir fama pel viu del seu enginy i no solament en pintura, ja que era notable també en la dansa, les representacions teatrals i l'esgrima.
Es va traslladar a Palma en 1709 per pintar en la capella de la comunió del convent de Sant Francesc i allí va contreure matrimoni amb una dona que es deia vídua d'un captiu a Alger. Aviat es va saber que el primer marit vivia i Muñoz va haver de tornar a València, passant per Eivissa on es va trobar amb ell, encara que no parlaren d'allò ocorregut. De retorn a València prengué plaça de soldat, preuant-se d'espadatxí, sense abandonar la pintura. Encara una segona vegada podria haver contret matrimoni nul, en casar amb la vídua d'un militar que es deia mort a Messina o en Catània. Escarmentat de les vídues, segons Ceán, va casar per tercera vegada amb una donzella, Maria Teresa Llacer, que li va sobreviure cinquanta anys.
Després del tercer matrimoni es va establir definitivament a València, dedicat a la pintura i al seu ensenyament, pel que va mantenir oberta acadèmia a la seua casa. Va morir a València en 1737 i va ser enterrat en la parròquia de Sant Andreu. Entre els quals van rebre classes de dibuix en la seua acadèmia es recorda a Ignacio Vergara, Isidoro de Tàpia, Hipòlit Rovira o Cristòfor Valero.

## Obra
De la seua abundant producció es conserven els quadres que representen el Banquet de Wenceslao de Luxemburg i el Martiri de Sant Joan Nepomuceno, encastats en barroques orles en el mur de la capella de Sant Joan Nepomuceno a l'església de Sant Joan de la Creu de València, antiga església de Sant Andreu, el llenç bocaport o vel del primitiu retaule major de la desapareguda església del convent dels dominics, actualment en la capella de Sant Vicent Ferrer de l'església de Sant Domènec, signat i datat en 1730, dues històries dominiques de la mateixa procedència (Sant Tomàs d'Aquino convidat a la taula de sant Lluís rei de França, signat i datat en 1729, i Aparició de Sant Agustí i sant Tomàs d'Aquino al beat Reginaldo), de concepció abigarrada, dipositades pel Museu de Belles Arts de València en el Monestir del Puig, i la imatge de la santa titular de l'ermita de Santa Llúcia, a més del molt convencional retrat de l'arquebisbe Antonio Folch de Cardona pintat a la mort del bisbe (1724) per a la Sala Capitular de la Catedral de València.
Últimament, després de la seua restauració en 2010, se li han atribuït quatre llenços de la infància de Jesús (Nativitat, Adoració dels Mags, Fugida a Egipte i Sagrada Família en el taller del fuster) dipositats en el Museu de Belles Arts de València amb els fons dels béns desamortitzats. En 1847, després de la seua incorporació al museu, van ser inventariats com a «còpies de Jordà», romanent ignorats des de llavors.
Bautista i Garcia li atribueix diverses obres a Vila-real. En concret es tracta de les quatre pintures sobre taula de les petxines de la Capella del Crist de l'Hospital i un gran llenç amb la imatge de sant Tomàs d'Aquino que, provinent del desaparegut convent de dominiques del Corpus Christi, es conserva a l'Arxiprestal